# تبدیل (تابع)

ترکیب چهار تابع که به تبدیل الگو مستطیل به لوزی می انجامد.

در ریاضیات، تبدیل (به انگلیسی: Transformation) هر تابعی است که باعث نگاشت (تابعی که گاهی از اهمیت خاصی در زمینه خود برخوردار است. این اصطلاح در توپولوژی، پیوستگی توپولوژیک، جبر خطی، نگاشت خطی و پیوستگی توپولوژیک کاربرد دارد) f برای گروه X در خودش بشود.
برای نمونه:
f:X→X 